# Lamprosema selonalis
Lamprosema selonalis là một loài bướm đêm trong họ Crambidae.